# くさデカ
『くさデカ』は、テレビ静岡で、毎週土曜日の18:30 - 19:00（JST）に放送しているテレビ番組。1999年4月17日に放送を開始し、2023年7月15日に放送1100回を迎えた。

## 概要
- 前身は1998年7月にスタートした「くさなぎ署の刑事（デカ）」（月曜19:30 - 20:00）。番組開始当時は、ガダルカナル・タカをメイン司会とする静岡の関連情報を紹介するバラエティー番組であった。なお、「くさなぎ(草薙)」はテレビ静岡の本社が立地する場所に近接した地名。
- その後、1999年4月にDonDokoDonがメインとなる「くさなぎ署の刑事特捜班D」としてリニューアル。「特捜班D」の「D」は、DonDokoDonのことを指している。放送時間を現在の土曜日18:30 - 19:00の時間帯に移動、その後しばらくして略称「くさデカ」と改名された。
- 2008年の平均視聴率は15.8%で、過去最高視聴率は25.5%[2]。
- 2009年9月12日放送分からハイビジョン放送。
- 2010年8月7日・14日に放送された500・501回目では、初の海外ロケ（韓国）を行った。

### くさデカ
- 静岡県内（時には静岡県外や海外ロケで行うこともある）で話題になっているグルメ情報を、通称「くさなぎ署」の刑事が調査するという設定。
- 平畠啓史とトータルテンボスが「自慢のアレ」（お勧めメニュー）を紹介する通常企画「超美食大戦」に加え、2006年秋頃よりギャル曽根をメインとした「超美食バカ食い大戦シリーズ」がスタート。大食いブームにのって人気企画となる。
  - 2008年にはギャル曽根かジャイアント白田が食べた順番を店舗のオーナーが当てる『超美食推理大戦 クイズ$ギャルソネア』も始まった。
- これまで、『くさデカ美食超大戦』シリーズの内容をまとめたガイドブックが12冊出版されている（後述）。
- 同局の週末生ワイド「テレしず通りパロパロ」でも、この番組で紹介した店舗の裏メニューを紹介するコーナーがあった。
- 主題歌はYURIMARIの「love love dreamer」である。この主題歌は放送開始からずっと使われている。
- 2017年9月まで、毎週木曜24:30 - 25:00に過去放送分（2週遅れ）の再放送を実施。ただし、同年10月から同局の夕方生ワイド『てっぺん!』でこの番組で紹介した店舗の紹介コーナーの放送を開始したため深夜の再放送は終了した。その後、「てっぺん!」の終了とその後継番組である『ただいま!テレビ』で当該企画が放送されない事から、去る8月7日から前週まで『テレビ寺子屋』の再放送を実施の水曜深夜枠に復活する事となった(1週送れ。現在は火曜深夜)。
- 2020年3月28日は通常放送は休みだが、正午 - 12時55分まで「くさデカ特別企画 浜松vs宇都宮vs東京 餃子好き芸能人自慢のアレ21連発スペシャル」を放送。
- 2021年6月25日に、翌日の6月26日に放送1000回達成を記念した特別企画「くさデカ放送1000回記念! 千鳥が静岡グルメを食べ尽くすSP」を、千回に因んで千鳥をスペシャルゲストに迎えて当日19時から20時まで放送[3]。
- 2013年2月23日放送の「富士山スペシャル」から、北海道文化放送、東海テレビ、フジテレビONE（CS放送）で放送されるようになった。
- 番組開始から長きに亘ってモノラル放送（モノステレオ放送）の状態であったが、2013年4月13日放送分よりステレオ放送を開始した。

## 出演者

### レギュラー
平畠啓史（DonDokoDon）
「くさなぎ署-」開始当時から10年以上にわたり出演している平畠は番組の顔として定着し、スタッフからの信頼も厚い。
アピールタイムでは、レストランのメニューを静岡県にまつわる事象に例えて（「まあ、言うてみれば○○の○○、そんな感じがするわけですね」）説明する。マイナーすぎて静岡県民でも知らないようなことを言うのがお決まりである。
トータルテンボス
2008年4月より新メンバーとして加入。大村、藤田共に静岡県御殿場市出身。アピールタイムでは卒業式の“掛け合い”風（2巡目は藤田が駄洒落を言うが、大村は黙るため、藤田が「おい、言え!」と突っ込む）に紹介。
ギャル曽根
2006年9月23日放送から登場。月1 - 2回ほど放送の「ギャル曽根の突撃!ごちサマっ大戦」などを担当。2012年9月15日放送の第594回をもって、産休のため一時降板。2013年2月16日放送の第613回「ギャル曽根のおかえりSP」より復帰。
三上真史
2017年5月6日放送（テレビ静岡）の第802回から登場。『園芸王子』のニックネームを持つギャル曽根の事務所の後輩。
浅尾美和
2018年4月7日放送（テレビ静岡）の第844回から登場。休業のため番組を降板した春香クリスティーンの後継。
春香クリスティーン
2012年1月28日放送の第566回から登場。放送時、唯一の外国人レギュラーだった。自身の芸能活動休止に伴い、2018年3月24日放送の第843回で番組を卒業。
2022年11月の芸能活動再開後、2023年2月11日放送の第1078回で久しぶりに登場後、同年6月3日放送の第1094回「Wママが行く! ファミリー受け満点グルメ第５弾」より復帰。復帰後は、浅尾美和とのコンビで進行するケースが多くなりそうだ。
竹内由恵
2022年4月2日放送の第1037回から登場。元テレビ朝日アナウンサー。現在、静岡県在住。
室伏真璃（テレビ静岡アナウンサー）
2023年4月1日から番組のナレーションを担当。
菅田琳寧（7 MEN 侍 / ジャニーズJr.）
2023年7月8日放送の第1099回から登場。7 MEN 侍（ジャニーズJr.）のメンバー。

### 過去の出演者

#### くさなぎ署の刑事
- ガダルカナル・タカ

初代レギュラー。静岡県伊豆市出身。
- 本杉美香（C.C.ガールズ）

番組アシスタント。静岡県牧之原市出身。
- ツインカム

#### くさデカ
- 山口智充

当初は毎週レギュラーとして出演していたが、2001年11月より出演頻度を段階的に落としていき（2002年秋からは月1）、2003年をもってレギュラー降板。
その後は、毎年9月に行われるテレしず祭り（くさデカスペシャル）に2007年まで出演（2008年はVTR出演のみ）、2008年10月18日放送分まではエンディングのグルメ情報募集のVTRにのみ登場していた。
- ハローバイバイ

2001年11月より、山口の代わりに月1レギュラーとして登場したが、半年程で降板。
- ダイノジ

降板したハローバイバイの代わりとして2002年5月からレギュラー入りしたが、2008年4月で卒業となった。
アピールタイムではラップ漫談を行っていた。
- ジャイアント白田

「嵐の美食バカ食い大戦」で大食いぶりを披露していた。また「クイズギャルソネア」に登場することもあった（基本的にギャル曽根とロケは別々に行う）。
- 佐藤新（元IMPACTors / ジャニーズJr.）

2021年1月より登場。IMPACTors（ジャニーズJr.）のメンバー。東京都出身の視点で静岡県の魅力を伝えていた。2023年3月18日放送の第1083回で番組を卒業。

#### ナレーション
- 鈴木敏弘（テレビ静岡アナウンサー→フリー）

番組ナレーションを担当。番組開始〜2023年3月25日

#### スペシャル単発ゲスト
- ココリコ
- モリマン
- 岡本夏生
- にしきのあきら
- パンチ佐藤
- 坂井宏行
- 諸星和己
- ボビー・オロゴン
- 里田まい
- 中村有志
- 河村唯（アイドリング!!!）※出演当時
- ペナルティヒデ

同局土曜昼の情報バラエティ番組『まめサタ』とのコラボレーション。
- 尾木直樹
- 渡部陽一
- サブリナ陽子（春香クリスティーンの妹）
- 岡村隆史（ナインティナイン）
- 高橋正純

同局平日午後の情報バラエティ番組『てっぺん静岡』とのコラボレーション。
- もえのあずき
- 小林豊
- ニッチェ

江上敬子は800・801回、近藤くみこは801回に出演。
- 松下奈緒

祝!放送888回記念!!（2019年3月2日放送）に出演。
テレビ静岡発全国ネット番組『感動地球スペシャル もうひとつのハワイ～旅人 松下奈緒が行く～』（2019年3月3日放送）の番宣を兼ねての出演。
- 徳重聡
- 片岡愛之助
- 千鳥

2021年6月25日放送の「くさデカ放送1000回記念! 千鳥が静岡グルメを食べ尽くすSP」（2023年7月22日 - 7月23日放送の『FNS27時間テレビ 鬼笑い祭』の事前PRとして、1週間前の2023年7月16日の16:30 - 17:30に「いよいよ27時間テレビ! MC千鳥出演『くさデカ1000回記念SP』復活放送SP」のタイトルで再放送）に出演。
- 小倉優子、スザンヌ

両名とも、放送1000回記念（2021年6月26日放送）に出演。
- IMPACTors

2022年9月24日放送で、佐藤新以外の6人=7人全員が登場。2023年3月11日（東日本大震災特番の直前）に、30分の未公開スペシャルも放送。
- アンタッチャブル

テレビ静岡発全国ネット番組『世界がザワつく! 最新アニマル研究SP 動物さまの言うとおり』（2023年3月5日・2024年3月2日放送）の番宣を兼ねての出演。
- 権田修一（サッカー日本代表ゴールキーパー）
- SHONO（タレント、モデル）

両名とも、『25年目突入! サッカーＷ杯の2大スター緊急出演SP』（2023年4月1日、第1085回）に出演。

## スタッフ
- プロデューサー：長谷川和人（テレビ静岡）、土屋雅広（富士テレネット）
- 総合演出：築山秀伸（富士テレネット）
- 構成：堀江利幸
- ディレクター：菊川悦男、榊原康士、石川英希、勝俣みふじ、秋元智、伊藤直美

## くさデカの本
- くさデカ超美食大戦（1 - 12）
- 2004 - 2005 視聴者が選んだ自慢の美食（アレ）BEST100

2002年冬から2004年春まで番組に登場した店の中から、視聴者投票の結果をジャンルごとに静岡の人気食堂を分類し合計100店を厳選掲載。中でもベスト12に選出された店は、『くさデカゴールド店』として特集が組まれている。
- くさデカ20周年 超グルメ本

番組20周年の歴史をひも解く「くさデカクロニクル」などが紹介されている。一般発売に先駆け、2018年10月6日・7日にテレビ静岡新社屋で開催の『テレしず万博』で先行発売された。

## 放送局
| 放送地域 | 放送局     | 系列           | 放送開始日    | 放送日時           | 備考   |
| -------- | ---------- | -------------- | ------------- | ------------------ | ------ |
| 静岡県   | テレビ静岡 | フジテレビ系列 | 1999年4月17日 | 土曜 18:30 - 19:00 | 制作局 |

その他、フジテレビONE・北海道文化放送・東海テレビ等で放送したことがある。